# Oligonychus primulae
Oligonychus primulae är en spindeldjursart som först beskrevs av Oudemans 1931.  Oligonychus primulae ingår i släktet Oligonychus och familjen Tetranychidae. Inga underarter finns listade i Catalogue of Life.